# 8-я Советская улица (Санкт-Петербург)
8-я Сове́тская у́лица — улица в Центральном районе Санкт-Петербурга. Проходит от Греческого проспекта до Новгородской и Старорусской улиц. На запад продолжается улицей Некрасова.

## История
- В середине XVIII века здесь находились Рождественские слободы. Название получили по церкви Рождества Христова (на пересечении 6-й Советской улицы с Красноборским переулком, снесена, впоследствии восстановлена). Когда на месте слобод образовались улицы, нынешняя 8-я Советская получила название 6-я Рожественская (1789—1798).
- С 1777 по 1797 год — 6-я.
- В 1776 году — 6-я линия Слонового двора.
- С 1789 по 1792 год — 6-я Рожественская линия.
- С 1790 по 1794 год — 6-я линия Рожественской части.
- С 1794 по 1801 год — 6-я линия на Песках.
- В 1792 году нумерация улиц сдвигается на единицу, улица получает название 7-я.
- Эта нумерация сохраняется до 1822 года, с 1804 года называется 7-я Рожественская.
- На плане 1812 года появляется современная нумерация улиц — 8-я Рожественская.
- С 1835 по 1857 год — 8-я.
- После 1858 года появляется современное написание названия — 8-я Рождественская.
- На плане 1835 года обозначена как Съезжинская улица. Название получила по Съезжему двору Рождественской части (д. 50).
- Первоначально проходила от Греческого проспекта до Мытнинской улицы, 7 марта 1880 года продлена от Мытнинской до Новгородской улицы. Этот участок был указан уже на плане 1821 года.
- Современное название получила 6 октября 1923 года. Названа в честь советской власти, к шестой годовщине Октябрьского вооружённого восстания 1917 года.

## Примечательные здания
- № 6-8 — жилой дом, 1935—1938 гг., арх. А. Л. Лишневский, скульптор-модельщик А. Е. Громов.  7831810000
- № 22 — до 2017 года по этому адресу располагались корпуса бывшего медно-котельного завода М. Г. Оуфа 1889 года постройки. В середине 2010-х объект выкупил частный владелец, после чего в документах возраст зданий был уменьшен на три года. Летом 2017-го корпуса снесли, на участке началось строительство элитного жилого комплекса. От работ и движения грунта на близлежащих домах появились трещины. Жильцы и градозащитники обратились с претензиями в суд и лично к губернатору Петербурга. В 2019-м снос был признан незаконным, разрешение на новое строительство отозвано[1][2][3].
- № 9—11 — жилой дом 1935—1938 гг. постройки, архитектор Г. А. Симонов.  7831809000
- № 16 — доходный дом П. П. Степнова, 1903 г., архитектор И. П. Горленский.  7831936000
- № 21 — доходный дом Н. К. Тиран (М. М. Розеноера), построен в 1908 г. гражд. инж. Я. Я. Брусовым, надстроен и расширен флигелями в 1911—1913 гг. гражд. инж. А. Н. Веретенниковым.  7831937000
- № 34 — доходный дом И. И. Зиновьева, 1911—1912 гг., архитектор П. В. Резвый.  7831938000
- № 47 — доходный дом Е. С. Сойкиной, 1911 г., гражд. инж. В. В. Гейне.  7831939000
- № 48 / Мытнинская улица, 17—19 — доходный дом П. М. Станового, 1911—1912 гг., архитектор М. Ф. Еремеев.  7831940000
- № 49 — Доходный дом Э. Э. Арнгольда (архитектор В. В. Шауб, 1910—1911). В 2017 году[уточнить] в ходе капитального ремонта витражи, украшавшие лестничный пролёт, были демонтированы и заменены на типовые стеклопакеты.  7831941000